# Trihurioza
Trihurióza je infestacija črevesa z zajedavsko glisto Trichuris trichiura.  Če gre za okužbo z le nekaj črvi,  poteka bolezen pogosto brez simptomov.  Pri osebah, ki so okužene s številnimi črvi, lahko pride do bolečin v trebuhu, utrujenosti in driske.  Driska včasih vsebuje kri.  Okužbe pri otrocih lahko zavrejo njih umski in telesni razvoj.  Zaradi izgube krvi lahko pride do  nizke ravni rdečih krvničk.

## Vzrok
Bolezen se po navadi širi s hrano ali vodo, ki vsebuje jajc teh črvov.  Do tega lahko pride, če se okužene zelenjave ne očisti ali v celoti prekuha.  Pogosto je ta jajca najti v tleh na območjih, kjer ljudje na odprtem opravljajo potrebo in kjer se neobdelano človeško blato uporablja kot gnojilo.   Ta jajca izvirajo iz blata okuženih ljudi.  Majhni otroci se na taki zemlji igrajo in se zlahka okužijo, ko segajo z rokami v usta.  Črvi živijo v debelem črevesu in so približno štiri centimetre dolgi.  Glisto trihuris je mogoče dokazati pod mikroskopom na osnovi jajčec v stolici.  Jajčeca imajo sodčasto obliko.

## Preprečevanje in zdravljenje
Okužba se preprečuje s pravilno kuho hrane in z umivanjem rok pred kuhanjem.  Poleg tega pomaga izboljšanje sanitarij, kot so delujoča in čista stranišča  in dostop do čiste vode.  Na območjih, kjer so okužbe pogoste, se pogosto zdravi cele skupine ljudi, in to vse naenkrat in na redni osnovi.  Zdravi se s trodnevnim jemanjem zdravil: albendazola, Mebendazola ali ivermektina.  Ljudje so po zdravljenju pogosto ponovno okužijo.

## Epidemiologija
Okužba z glisto Trihuris prizadene okoli 600 do 800 milijonov ljudi po vsem svetu.   Najbolj pogosta je v tropskih državah.  V državah v razvoju, imajo z glisto Trihuris okuženi tudi druge vrste glistavosti, kot sta okužba s trakuljo in askariaza.  Vse te bolezni imajo v številnih državah  velik vpliv na gospodarstvo. Cepivo proti bolezni je v razvoju.  Trihuriaza je razvrščena med zapostavljene tropske bolezni.